# Протон (космический аппарат)

Научная станция типа «Протон»

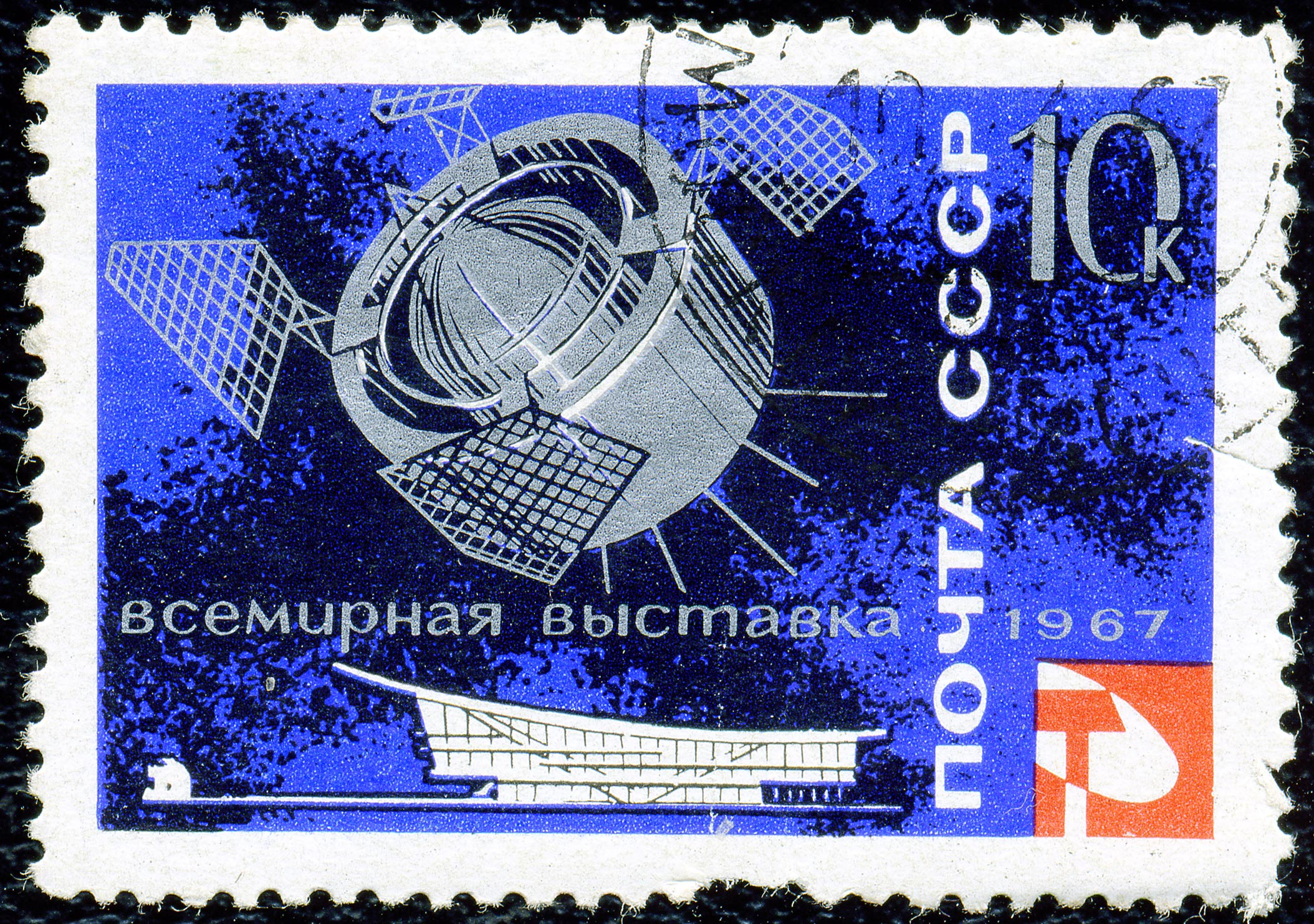
ИСЗ «Протон-1» на почтовой марке СССР 1967 года

«Протон» — серия из четырёх советских тяжёлых научных искусственных спутников Земли, запущенных с 1965 по 1968 годы.

## Описание
Спутники разработаны «НПО машиностроения». Масса спутников составляла от 12 до 17 тонн.
Цель серии — исследование частиц высоких и сверхвысоких энергий. В частности, запущенный в 1968 году космический аппарат «Протон-4» исследовал первичные космические лучи высоких энергий и энергетический спектр электронов высокой энергии.
На спутниках «Протон-1» и «Протон-2» (запуск 16 июля 1965 г и 2 ноября 1965 г. соответственно) были установлены гамма-телескопы, предназначенные для измерения космического излучения в диапазоне энергий >50 МэВ.
Результатом наблюдений гамма телескопов было получение верхних пределов на поверхностную яркость космического гамма фона  <5х10-4 фот/(см² сек стер), одних из лучших на то время.
Запущены двухступенчатой ракетой-носителем «Протон». Само название «Протон» (как несекретное именование) унаследовано ракетой от спутников этой серии. Спутники были полезной нагрузкой на испытаниях носителя: при первом пуске был выведен «Протон-1», а выведение «Протона-3» завершало лётно-конструкторские испытания. Сами спутники изготавливались с использованием корпусов третьей ступени того же носителя; это первые спутники, самостоятельно разработанные ОКБ-52.

## Список спутников
| Дата запуска        | Наименование | SCN   | NSSDC ID  | Примечание |
| ------------------- | ------------ | ----- | --------- | ---------- |
| 16 июля 1965 года   | Протон-1     | 01466 | 1965-054A |            |
| 2 ноября 1965 года  | Протон-2     | 01701 | 1965-087A |            |
| 6 июля 1966 года    | Протон-3     | 02290 | 1966-060A |            |
| 16 ноября 1968 года | Протон-4     | 03544 | 1968-103A |            |

«Протон-1» имел массу 12,2 т, при этом масса научной аппаратуры — 3,5 т. «Протон-4» был массой уже около 17 т и имел на борту комплекс научной аппаратуры массой 12.5 т.

## Фотографии

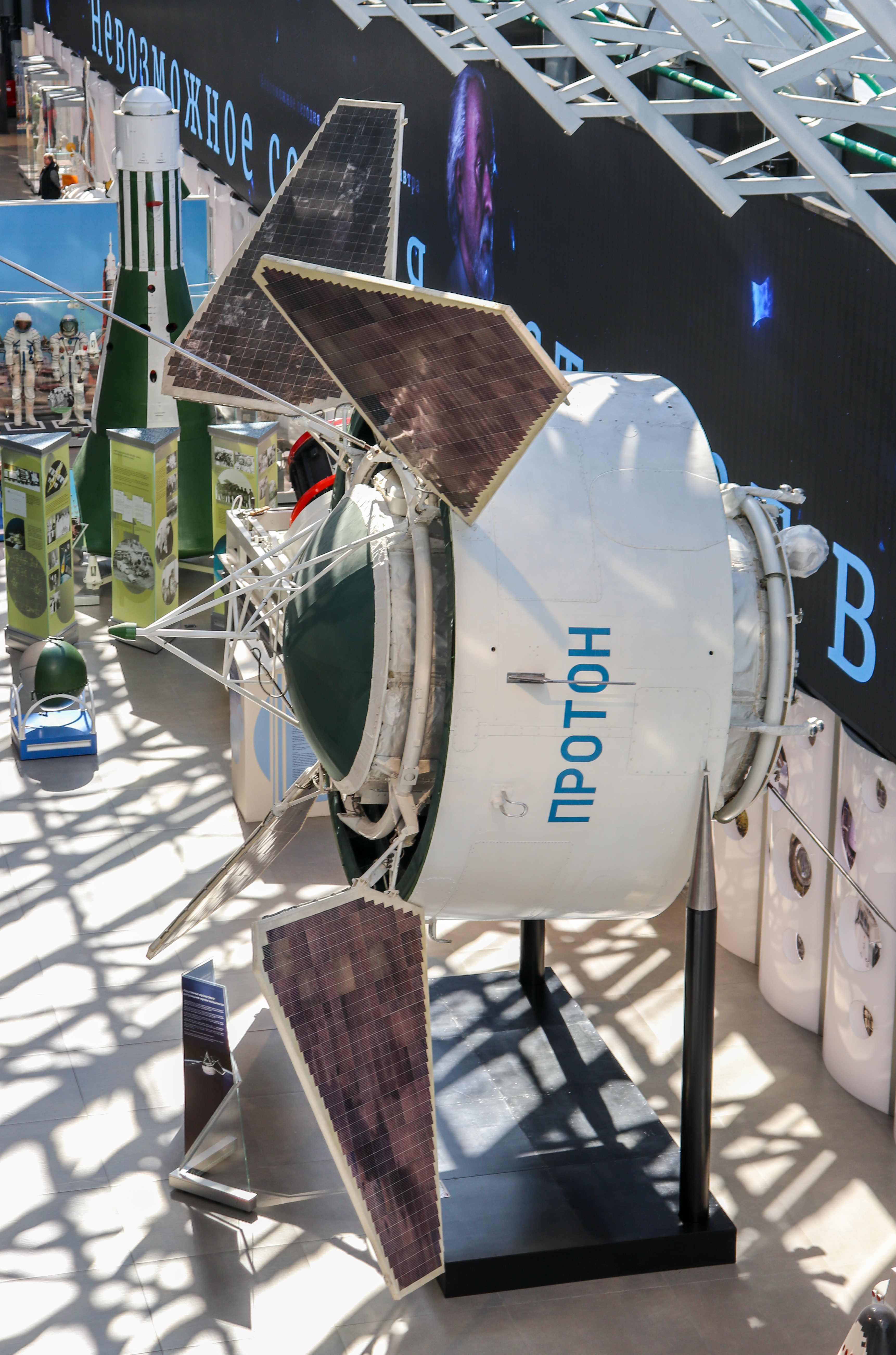
Модель «Протона» в ГМИК им. К. Э. Циолковского
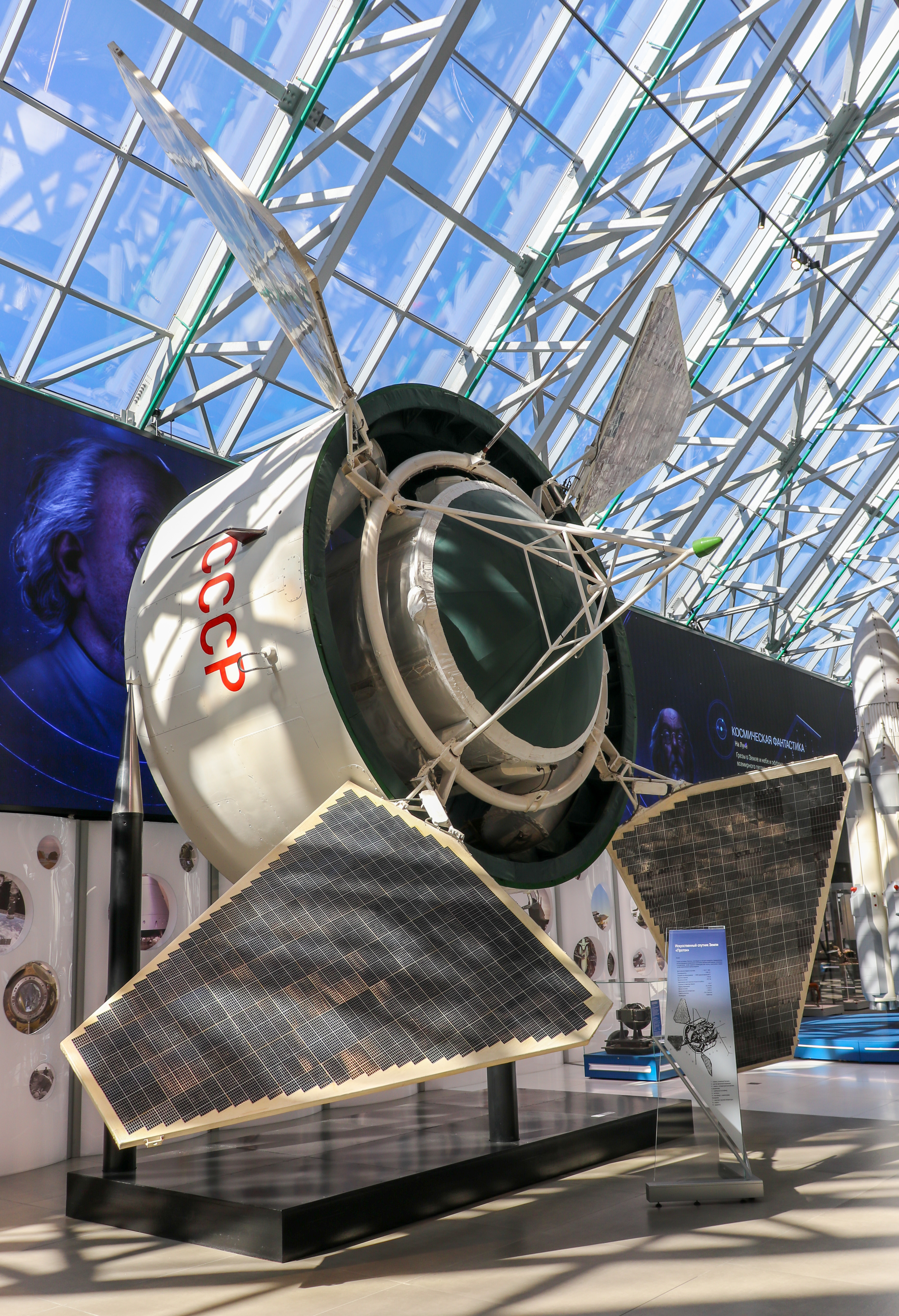
Модель «Протона» (крупным планом) в ГМИК